# W.I.T.C.H.
 (novembre 2018).
- Si vous ne connaissez pas le sujet, laissez ce bandeau (vous pouvez alors contacter les auteurs).
- Si vous supprimez le contenu mis en cause (vous pouvez préalablement contacter les auteurs),

argumentez précisément cette suppression dans la page de discussion
(un manque de référence n'est pas un argument ; une recherche réelle de référence doit avoir été effectuée, être formellement documentée).
 (mars 2025).
Cet article concerne la bande dessinée. Pour la série télévisée, voir W.I.T.C.H. (série télévisée d'animation).
W.I.T.C.H. est une série de bande dessinée d'origine italienne (ou fumetti) créée par Elisabetta Gnone et principalement dessinée par Alessandro Barbucci et mise en couleur par Barbara Canepa, éditée et appartenant à la Walt Disney Company. Elle a débuté en Italie en avril 2001 dans le magazine Topolino.
Aujourd'hui, la franchise existe sur plusieurs supports :
- Tout d'abord, en bande dessinée dans un magazine mensuel présent dans la plupart des pays d'Europe[2].
- Une adaptation télévisuelle (W.I.T.C.H.) diffusée entre 2004 et 2006.
- Une adaptation de la BD en roman dans la bibliothèque rose. 26 romans sont parus en librairie. Cette série de livres est destinée à un public de 8 à 14 ans.
- Et enfin, une adaptation manga dessinée par Haruko Iida, destinée à la distribution Japonaise voit le jour. La série fut annulée après les deux premiers tomes.

## Univers

### Synopsis
Les W.I.T.C.H. sont cinq héroïnes âgées de treize à quatorze ans qui se voient attribuer la lourde tâche de protéger la muraille séparant la Terre du monde parallèle de Méridian, ainsi que d'empêcher le mal de déborder sur notre monde.
Leur nom de groupe vient de leurs initiales qui est un jeu de mots avec witch, qui signifie sorcière en anglais.

### Personnages
Les W.I.T.C.H. sont les suivants :
- Will Vandom, diminutif de Wilhelmina
- Irma Lair
- Taranee Cook
- Cornelia Hale
- Hay Lin

#### Will Vandom
Willelmina Vandom est une adolescente de 14 ans, vivant avec sa mère divorcée (qui sortira avec son enseignant d'histoire, monsieur Dean Collins). Elle possède des cheveux roux coupés au carré et ses yeux sont marrons. Quand sa mère déménage, Will se retrouve dans un nouveau collège, l'institut Sheffield. Elle se fait cinq nouvelles amies : Irma Lair, Taranee Cook, Cornelia Hale, Hay Lin et Elyon Portrait. Peu après, les adolescentes sont témoins de phénomènes paranormaux autour d'elles. Will se regarde dans une vitrine et voit au lieu de son image celle d'une jeune femme ressemblant à elle-même vieillie, habillée en fée et ayant des ailes de fées dans le dos. Le lendemain, la grand-mère d'Hay Lin révèle à Will, Cornelia, Irma, Taranee et Hay Lin qu'elles ont été choisies pour être les nouvelles gardiennes de Kandrakar. Elle remet à Will un joyau nommé le "Cœur de Kandrakar".
Will maîtrise l'énergie et la quintessence (ce second pouvoir apparaissant dans la saison 2 de la série TV), et elle peut communiquer et/ou contrôler tout objet électronique. Elle détient le cœur de Kandrakar, joyau qui renferme les pouvoirs des héroïnes.
Tenant le rôle le plus important dans le groupe, elle est devenue de facto la meneuse des gardiennes. Au début, Cornelia lui faisait peu confiance, mais elle a fini par reconnaître son mérite.
Will a un petit ami, Matt, qui travaille dans une animalerie avec son grand-père qui est gérant. Matt est au courant de la double vie de Will et les a souvent aidées, elle et ses amies, à se forger des excuses pour leurs absences.
Le point faible de Will est son besoin d'être aimée. Une de leurs principaux ennemis, Nérissa parvint à la convaincre de donner le cœur à elle-même ayant prise l'apparence de Matt parce qu'elle était désespérée après s'être disputée avec ses amies (dispute causée par des manipulations de Nérissa utilisant ses facultés de métamorphe). De même, Lord Cédric faillit briser son moral en sapant tous ses liens affectifs avec l'aide d'Elyon dans Illusions et mensonges, et Phobos fut près de la convaincre de lui donner le cœur en lui montrant que si elle le gardait, ses amies finiraient par la rejeter, le rôle de porteuse du cœur étant maudit. Will fut heureuse de retrouver ses amies après avoir eu confirmation qu'il ne s'agissait pas de visions de l'avenir mais de visions montées de toutes pièces.

#### Autres W.I.T.C.H.
- Cornélia possède un pouvoir de géokinésie, mais aussi de télékinésie, et elle peut aussi guérir les blessures.
- Irma a un pouvoir d'hydrokinésie et peut convaincre les gens par la pensée ; elle peut aussi changer la couleur des vêtements.
- Hay Lin a un pouvoir d'aérokinésie, peut devenir invisible et fait des rêves prémonitoires.
- Taranee a un pouvoir de pyrokinésie et est télépathe.

#### Personnages secondaires
- Phobos : le prince tyrannique de la Zone Obscure du Non-Lieu, et le premier grand méchant de la série. Méprisant, cruel et impitoyable, il a usurpé le trône à sa sœur Elyon (en principe, la Zone Obscure du Non-Lieu doit être commandée par une reine) et absorbé les énergies magiques du royaume pour devenir plus puissant. Désormais isolé dans son monde par la Muraille de Kandrakar (barrière magique que les W.I.T.C.H. doivent protéger), il rêve de la briser pour partir à la conquête de nouveaux univers. Il ne se montre jamais à son peuple (sauf dans des cas exceptionnels), et ne se fie qu'aux murmurants, les serviteurs qu'il s'est créé en transformant des plantes.
- Lord Cédric : le seul officier connu à qui Phobos s'adresse en personne, et l'un des ennemis récurrents des W.I.T.C.H. Dévoué à Phobos, Cédric rêve de devenir un murmurant, et est prêt à tout pour cela. Il possède une couverture à Heatherfield, où il est libraire. Cruel, rusé et maître dans l'art de la manipulation, il a néanmoins un peu d'affection pour Elyon. Comme la plupart des habitants de la Zone Obscure du Non-Lieu, il a deux formes : une humaine, qu'il prend en tant que libraire, et celle d'un monstre reptiloïde à queue de serpent, qu'il utilise surtout pour le combat.
- Frost : chasseur au service de Phobos. Il n'y a pas grand chose à dire sur lui, sinon qu'il pourchasse souvent les W.I.T.C.H., qui le tournent en échec, voire le ridiculisent. Il n'en est pas moins puissant et redoutable, et chevauche une espèce de gros rhinocéros vert. Il apparaît relativement peu dans la série comparé à Cédric ou Phobos.
- Elyon Portrait : la meilleure amie de Cornélia, et l'un des personnages au rôle le plus instable. Au début de l'histoire, elle apparaît comme une simple terrienne, et en tant que meilleure amie de Cornelia, jusqu'à ce qu'elle rencontre Cédric, qui lui fait une « révélation » (en réalité un habile mélange de vrai et de faux) sur son origine. On apprend alors qu'elle est la sœur de Phobos, dont elle a été séparée par des « traîtres » (en réalité dans le but de la sauver) qui se sont fait passer pour ses parents sur Terre. Manipulée par Cédric, elle devient alors un ennemi acharné des gardiennes de Kandrakar, mais elle découvrira par la suite la vérité et aidera à la chute de Phobos pour devenir reine de la Zone Obscure du Non-Lieu. Elle et Cornélia se quitteront réconciliées. Elyon possède de puissants pouvoirs magiques d'origine inconnue, qui la rendent plus forte que Phobos lui-même et font d'elle la « Lumière de Méridian ».
- Caleb : l'amour de Cornélia, et le chef des rebelles de la Zone Obscure du Non-Lieu. À l'origine murmurant, Caleb a gagné peu à peu une conscience et s'est rebellé contre Phobos. C'est lui qui apprendra la vérité à Elyon. Courageux et fort, il apporte un soutien très important aux W.I.T.C.H.
- Vathek : un autre personnage dont la position n'est pas très claire au début. Lorsqu'il apparaît, il est l'âme damnée de Cédric, une brute peu réfléchie qui obéit à son maître au doigt et à l'œil. Mais au cours de l'histoire, alors qu'il infiltre, pour le compte de Cédric, un groupe de rebelle, il découvre la misère de son peuple et s'adoucit. Il finit par trahir Cédric, et devient le bras droit de Caleb. Malgré son intelligence a priori limitée, il est très perspicace.
- Mme Rudolf : la professeur de maths de Will et de Cornélia, elle se révèlera être originaire de la Zone Obscure du Non-Lieu, où elle a été la nourrice d'Elyon. C'est elle qui, aidée d'un couple de rebelles, a permis à Elyon d'échapper à Phobos. Après la chute du Prince, elle rentrera dans son monde, en laissant sa maison terrienne aux W.I.T.C.H. pour les remercier.
- L'Oracle : le chef spirituel de Kandrakar. Doté des pleins pouvoirs qui lui permettent de tout savoir, il est le gardien de l'équilibre entre les mondes. C'est lui qui nomme les gardiennes de Kandrakar (ici, les W.I.T.C.H.) et leur donne leurs pouvoirs. Sage et bon, il lui arrive néanmoins d'être impuissant face aux problèmes. Bien qu'il soit présent dès le début de l'histoire, les W.I.T.C.H. ne le rencontreront qu'après la défaite de Phobos, où il les félicitera de leur victoire. Contrairement à la plupart des sages de Kandrakar, il ne prend pas l'humour d'Irma comme de l'insolence. L'Oracle possède les "Pleins pouvoirs" et élit les gardiennes de Kandrakar, c'est-à-dire le groupe de guerrières-magiciennes chargé d'assurer la sécurité de Kandrakar et des autres mondes. Ainsi, c'est lui qui a choisi les W.I.T.C.H. pour remplir ce rôle, et ce malgré l'opposition de certains sages, notamment Luba.
- Tibor : le sage le plus proche de l'Oracle. Il lui est dévoué, et le soutient dans toutes ses décisions, notamment contre Luba, dont il critique l'insolence. En raison de sa longue barbe blanche, Irma le surnomme parfois « Papa Noël ».
- Luba : une des sages de Kandrakar. Les épisodes se contredisent sur son sexe, et on ne sait pas exactement s'il s'agit d'un garçon ou d'une fille. Son aspect est à moitié celui d'un chat, et elle a entraîné Orube. Elle voit d'un mauvais œil l'arrivée des W.I.T.C.H., qu'elle trouve trop jeunes, trop désobéissantes et trop inexpérimentées.
- Yan Lin : la grand-mère d'Hay-Lin, et l'une des anciennes gardiennes de Kandrakar. C'est elle qui remet aux W.I.T.C.H. leurs pouvoirs et le Cœur de Kandrakar. Morte de maladie par la suite (à noter qu'elle reste en vie dans le dessin animé), elle est accueillie parmi les sages de Kandrakar, où elle demeure désormais. Hay-Lin aura la surprise de la retrouver lors de leur première arrivée à Kandrakar. Sage, pleine d'humour et très affectueuse vis-à-vis de sa petite fille, Yan-Lin apporte, comme l'Oracle, un grand soutien aux W.I.T.C.H..
- Orube : guerrière originaire du monde de Basiliade, elle a été élevée et entraînée à Kandrakar par Luba, dont elle fut la meilleure élève. Elle remplace temporairement Taranee en tant que gardienne de Kandrakar, afin que le pouvoir des gardiennes ne soit pas affaibli, et s'installe sur Terre sous la couverture de Rebecca Rudolf (nièce de Mme Rudolf). D'abord mal avec les W.I.T.C.H., notamment Irma, elle finira par sympathiser avec elles. Après le retour de Taranee, elle choisira de rester quelque temps à Heatherfield (elle y est encore) et continuera d'apparaître, plus en simple alliée des W.I.T.C.H. qu'en tant que gardienne de Kandrakar. Colérique, réservée et combative, elle a du mal à s'adapter à la vie sur Terre. Elle n'a pas à proprement parler de pouvoirs, mais c'est une guerrière redoutable dotée de quelques aptitudes.
- We : mascotte du groupe d'héroïne, il s'agit d'un animal adorable blanc avec une queue rose/mauve . Il peut se rendre invisible sauf sa queue. Il apparaît dans la BD, en même temps que Orube.
- Nérissa : second méchant après Phobos. Ancienne gardienne de Kandrakar (elle l'a été en même temps que Yan-Lin), Nérissa était la porteuse du Cœur de Kandrakar. Malheureusement, elle fut peu à peu consumée par la puissance de l'objet. L'Oracle, voyant cela, lui reprit le cœur et le confia à Cassidy. Nérissa entra dans une colère noire et tua alors Cassidy, ce qui lui valut d'être emprisonnée par l'Oracle. Quelques années plus tard, elle fut libérée à cause de la réunion des cinq pouvoirs en Cornélia (dans la bande dessinée) et à cause d'un portail qui l'a conduite sur Méridian (dans la série animée) et s'en prit aux W.I.T.C.H.. Son but étant toujours de reprendre le Cœur de Kandrakar, Will est sans conteste sa cible favorite.
- Martin : ami dévoué d'Irma qui veut tout faire pour lui plaire au risque de se ridiculiser.
- Les Gouttes Astrales sont les doubles de Will, Irma, Taranee, Cornélia et Hay Lin (sa double insiste pour s'appeler Paochai). Au fur et à mesure les Gouttes Astrales vont commencer à devenir "humaines". Plus tard les Gouttes Astrales vont se révolter, ne supportant plus d'être utilisées.

### Pouvoirs
C'est la quintessence qui est considéré comme l'élément le plus puissant.
Chaque jeune fille possède un pouvoir associé à l'un des quatre éléments, sauf Will qui possède le pouvoir le plus puissant d'entre tous : celui de canaliser ces éléments, l'énergie absolue inspiré du cri.
Les héroïnes peuvent se transformer : elles sont alors dotées d'ailes et ont leur corps vieilli de quelques années, embelli (plus précisément, corrigeant leurs complexes d'apparence), leur donnant une apparence plus forte. Dans le dessin animé, les héroïnes peuvent toujours voler et sans difficulté, alors que dans la BD, elles ont peur de voler et ne le font qu'en cas de nécessité. Seule la gardienne de l'air peut voler avec assurance et peut le faire sans ailes.

### Lieux
Le Métamonde, ou la Zone Obscure du Non-Lieu, est un monde de la série W.I.T.C.H. Il s'agit d'un endroit-clé de l'histoire, dont le rôle est surtout important dans la saison 1. C'est le monde d'origine de nombreux personnages importants, notamment Phobos, Elyon, Caleb et Cédric.
Méridian est extrêmement différent de la Terre, car, outre la présence de magie en ce monde, la grande majorité de ses habitants sont des créatures non-humaines que l'on pourrait appeler des monstres, bien qu'ils ne soient pas mentalement différents des humains, et puissent parfois prendre des apparences humaines. Leur mode de vie se rapproche de celui des gens du Moyen Âge, comme cela est souvent précisé dans la série

## Histoire
En octobre 2001, les W.I.T.C.H. commencent leurs aventures dans Minnie mag. En janvier 2002, le magazine est renommé W.I.T.C.H mag. À la suite du succès du magazine, les W.I.T.C.H se retrouvent en produits dérivés (poupées, vêtements, fournitures scolaires, etc.). En 2003, W.I.T.C.H. est disponible en roman bibliothèque rose. En 2004, les W.I.T.C.H sont adaptées en manga ainsi qu'en dessin animé. En 2005, le dessin animé et les BD sont publiées dans plus de 65 pays, en France il y a plus de 800 000 lecteurs.
En 2007, les W.I.T.C.H. mettent fin à leurs aventures en manga et en dessin-animé. En 2009, tous les produits dérivés (poupées, affaires scolaires, vêtements...) sont arrêtés de production, ainsi que les jouets W.I.T.C.H. En 2010, la saison 9 des BD  W.I.T.C.H n'est pas publiée, le magazine continue avec une série appelée "W.I.T.C.H S.M.S (Small Magic Secrets)", une série de mini-BD sans aventures magiques. En février 2011, les W.I.T.C.H reprennent leurs aventures. En janvier 2012, le premier épisode de la saison 10 est publié dans le magazine, de février 2012 à juin 2012 les W.I.T.C.H ne sortent pas les autres épisodes de la saison 10 et le magazine est renommé Disney Girl.
Aux États-Unis, la série est publiée par Hyperion, l'éditeur Gemstone s'étant retiré par crainte d'éventuelles critiques de mouvements religieux ultra-conservateurs.

## Bande dessinée
Cette section contient la liste des bandes dessinées W.I.T.C.H.

### Partie 1: Les douze portails
- 1 Halloween (Minnie mag n°76)
- 2 Les douze portails (Minnie mag n°77)
- 3 L’autre dimension (Minnie mag n°78)
- 4 Le pouvoir du feu (Minnie mag n°79)
- 5 La dernière larme (Minnie mag n°80)
- 6 Illusions et mensonges (Minnie mag n°81)
- 7 Un jour, on se rencontrera (Minnie mag n°82)
- 8 Les roses noires de Méridian (Minnie mag n°83)
- 9 Les quatre dragons (Minnie mag n°84)
- 10 Un pont entre deux mondes (Minnie mag n°85)
- 11 La couronne de lumière (Minnie mag n°86)
- 12 À toi pour toujours (Minnie mag n°87)

NB: Ce cycle a été republié deux fois dans des magazines W.I.T.C.H. Hors-Série.

### Partie 2: La revanche de Nérissa
- 13 Je sais qui tu es (Minnie mag n°88)
- 14 Fin d’un rêve (Minnie mag n°89)
- 15 Le courage de choisir (Minnie mag n°90)
- 16 La marque de Nérissa (Minnie mag n°91)
- 17 Ne ferme pas les yeux (W.I.T.C.H. mag n°92)
- 18 Fragments d’été (W.I.T.C.H. mag n°93)
- 19 L’autre vérité (W.I.T.C.H. mag n°94)
- 20 Le souffle de la haine (W.I.T.C.H. mag n°95)
- 21 Sous le signe de l’ombre (W.I.T.C.H. mag n°96)
- 22 Cœur brisé (W.I.T.C.H. mag n°97)
- 23 Le temps des adieux (W.I.T.C.H. mag n°98)
- 24 Fie-toi à moi (W.I.T.C.H. mag n°99)

### Partie 3: Le royaume de Arkhanta
- 25 Les ombres d’eau (W.I.T.C.H. mag n°100)
- 26 Chantage final (W.I.T.C.H. mag n°101)
- 27 Le renoncement (W.I.T.C.H. mag n°102)
- 28 Si loin et pourtant si proches (W.I.T.C.H. mag n°103)
- 29 Un moindre mal (W.I.T.C.H. mag n°104)
- 30 Un moindre mal (W.I.T.C.H. mag n°105)
- 31 La voix du silence (W.I.T.C.H. mag n°106)
- 32 Jeu de dupes (W.I.T.C.H. mag n°107)
- 33 Le don le plus grand (W.I.T.C.H. mag n°108)
- 34 Un vent de liberté (W.I.T.C.H. mag n°109)
- 35 Un dur apprentissage (W.I.T.C.H. mag n°110)
- 36 Esprits rebelles (W.I.T.C.H. mag n°111)

### Partie 4: La puissance de Endarno
- 37 La confrontation (W.I.T.C.H. mag n°112)
- 38 Un nouvel oracle (W.I.T.C.H. mag n°113)
- 39 Battement d’ailes (W.I.T.C.H. mag n°114)
- 40 L’ultime secret (W.I.T.C.H. mag n°115)
- 41 Toute la vérité (W.I.T.C.H. mag n°116)
- 42 Sans aucun espoir (W.I.T.C.H. mag n°117)
- 43 La magie de la lumière (W.I.T.C.H. mag n°118)
- 44 Plus jamais seules (W.I.T.C.H. mag n°119)
- 45 La Tour des nuages (W.I.T.C.H. mag n°120)
- 46 La force du courage (W.I.T.C.H. mag n°121)
- 47 Les sables du temps (W.I.T.C.H. mag n°122)
- 48 Nouveaux horizons (W.I.T.C.H. mag n°123)

### Partie 5: Le monde du livre
- 49 Entre rêve et réalité (W.I.T.C.H. mag n°124)
- 50 Amitié magique (W.I.T.C.H. mag n°125)
- 51 Hors contrôle (W.I.T.C.H. mag n°126)
- 52 L’œil du livre (W.I.T.C.H. mag n°127)
- 53 Une tout autre musique (W.I.T.C.H. mag n°128)
- 54 Le piège (W.I.T.C.H. mag n°129)
- 55 Le jour d’après (W.I.T.C.H. mag n°130)
- 56 L’énigme (W.I.T.C.H. mag n°131)
- 57 L’île des souvenirs (W.I.T.C.H. mag n°132)
- 58 Les illusions (W.I.T.C.H. mag n°133)
- 59 La gueule du monde (W.I.T.C.H. mag n°134)
- 60 De l’air à la terre (W.I.T.C.H. mag n°135)
- 61 Le monde du livre (W.I.T.C.H. mag n°136)
- 62 À travers les pages (W.I.T.C.H. mag n°137)
- 63 Départs et arrivées (W.I.T.C.H. mag n°138)

### Partie 6: Ragorlang
- 64 L’homme qui crie (W.I.T.C.H. mag n°139)
- 65 Le parfum des fleurs (W.I.T.C.H. mag n°140)
- 66 Première rencontre (W.I.T.C.H. mag n°141)
- 67 Un nouveau visage (W.I.T.C.H. mag n°142)
- 68 Le côté obscur (W.I.T.C.H. mag n°143)
- 69 D’autres mondes (W.I.T.C.H. mag n°144)
- 70 Le visage de Ragorlang (W.I.T.C.H. mag n°145)
- 71 Le pouvoir de l’amitié (W.I.T.C.H. mag n°146)
- 72 L’éclipse magique (W.I.T.C.H. mag n°147)
- 73 Un battement dans le noir (W.I.T.C.H. mag n°148)
- 74 L’heure des comptes (W.I.T.C.H. mag n°149)

### Partie 7: Nouveaux pouvoirs
- 75 Menace cachée (W.I.T.C.H. mag n°150)
- 76 Les forces de la Terre (W.I.T.C.H. mag n°151)
- 77 Photos de vacances (W.I.T.C.H. mag n°152)
- 78 Le pouvoir du Feu (W.I.T.C.H. mag n°153)
- 79 Le pouvoir de l’Eau (W.I.T.C.H. mag n°154)
- 80 La valse des émotions (W.I.T.C.H. mag n°155)
- 81 Le pouvoir de l’Air (W.I.T.C.H. mag n°156)
- 82 Energie pure (W.I.T.C.H. mag n°157)
- 83 Retour à Kandrakar (W.I.T.C.H. mag n°158)
- 84 Une danse magique (W.I.T.C.H. mag n°159)
- 85 L’ultime affrontement (W.I.T.C.H. mag n°160)
- 86 L’écharpe du pouvoir (W.I.T.C.H. mag n°161)

### Partie 8: Devenir W.I.T.C.H.
- 87 Magie froide (W.I.T.C.H. mag n°162)
- 88 La Naïade (W.I.T.C.H. mag n°163)
- 89 La clé de l’été (W.I.T.C.H. mag n°164)
- 90 Un lieu extraordinaire (W.I.T.C.H. mag n°165)
- 91 Une belle rencontre (W.I.T.C.H. mag n°166)
- 92 Tu n'es plus seule (W.I.T.C.H. mag n°167)

- 93 Revenir de loin (W.I.T.C.H. mag n°168)
- 94 Un geste malheureux (W.I.T.C.H. mag n°169)
- 95 Un torrent de larmes (W.I.T.C.H. mag n°170)
- 96 Tant de cœurs qui battent (W.I.T.C.H. mag n°171)
- 97 Toute la magie du monde (W.I.T.C.H. mag n°172)
- 100 Portraits croisés (W.I.T.C.H. mag n°173) *

NB : Bien que la BD sortie dans le W.I.T.C.H. mag n°173 soit indiquée comme étant le n°98, il s'agit en réalité de la traduction de la BD italienne n°100!
Les BD n°98 et 99 ne sont jamais sorties en France.

### Partie 9: Retour aux Origines: Le Cœur de Kandrakar
Le magazine W.I.T.C.H mag n°174 au n°185 republia la saison 1 en 2010.
- 1 La révélation (W.I.T.C.H. mag n°174)
- 2 Les douze portes (W.I.T.C.H. mag n°175)
- 3 L'autre dimension (W.I.T.C.H. mag n°176)
- 4 Le pouvoir du feu (W.I.T.C.H. mag n°177)
- 5 La dernière larme (W.I.T.C.H. mag n°178)
- 6 Illusions et mensonges (W.I.T.C.H. mag n°179)
- 7 Un jour, on se rencontrera (W.I.T.C.H. mag n°180)
- 8 Les roses noires de Méridian (W.I.T.C.H. mag n°181)
- 9 Les quatre dragons (W.I.T.C.H. mag n°182)
- 11 Un pont entre deux mondes (W.I.T.C.H. mag n°183)
- 11 La couronne de lumière (W.I.T.C.H. mag n°184)
- 12 À toi pour toujours (W.I.T.C.H. mag n°185)

### Partie 10: 100% W.I.T.C.H.
- 100 Portraits croisés (W.I.T.C.H. mag n°173)  NB : Cette BD est indiquée comme étant la n°98 dans l'édition française alors qu'il s'agit de la BD n°100!
- 106 La reine des ténèbres (W.I.T.C.H. mag n°186)

Les BD n°101 à 105 et 107 à 117 ne sont jamais parues en France. 
Après ce numéro, le magazine W.I.T.C.H. mag a continué à être publié jusqu'au n°200 paru en juin 2012. Le magazine fut ensuite changé en "Disney Girl" où les dernières BD W.I.T.C.H. ont été publiées dans les 15 premiers numéros parmi d'autres BD. 

### Partie 11: Ladies VS W.i.t.c.h.
- 118. Tout en un Jour (Disney Girl n°13)
- 119. Deux cœurs qui s'accordent (Disney Girl n°7)
- 120. La mystérieuse Lady Giga (W.I.T.C.H. mag n°196)
- 121. Dix Ans Plus Tard (Disney Girl n°9)
- 122. Amies pour la vie ! (W.I.T.C.H. mag n°199)
- 123. Les Witch contre Lady Crash (W.I.T.C.H. mag n°197)
- 124. Un Amour de Compagnon (Disney Girl n°10)
- 125. L'Âme Sœur (Disney Girl n°1)
- 126. Lady Mix attaque ! (W.I.T.C.H. mag n°198)
- 127. Embrassez-Moi... (Disney Girl n°12)
- 128. Titre non paru en France
- 129. Titre non paru en France

### Partie 12: Souveraines Magiques
- 130. Une Nouvelle Amie (Disney Girl n°2) NB: L'éditeur français s'est trompé et a numéroté cette BD comme étant la n°131!
- 131. La Magie des Sentiments (Disney Girl n°6)
- 132. Main dans la main (Disney Girl n°8)
- 133. L'Épreuve du Temps (Disney Girl n°5)
- 134. L'Éternelle Jeunesse (Disney Girl n°4)
- 135. L'Épreuve du Cœur (Disney Girl n°3)
- 136. Titre non paru en France
- 137. La Boite à Histoires (Disney Girl n°11)
- 138. Un Autre Monde (Disney Girl n°14)
- 139. Un Éternel Recommencement (Disney Girl n°15)

Après cela, le magazine Disney Girl a continué de publier de courtes BD W.i.t.c.h. pendant 3 numéros avant d'arrêter définitivement la publication. En octobre 2022, le magazine Disney Girl republie la première BD des W.i.t.c.h. dans son hors-série n°4.

### Spécial mag
- L'année d'avant
- Elyon retours de la reine
- Cornelia et Caleb un amour pas destiné à être
- Le Cœur de Kandrakar
- Planète garçons
- Orube special
- Deux cœurs pour une balle spécial coupe du monde
- Spécial Noël 2004
- Spécial Noël 2005
- Spécial Noël 2006
- W.I.T.C.H. look book
- Caleb et Elyon deux destins
- W.I.T.C.H. sur scène
- Halloween spécial 2007
- Ganes olympiques spéciaux 2008
- Special 2012

## Livres
Les romans sont les histoires des BD en 26 tomes. Les romans sont en cours de production.
- Tome 1 : Le médaillon magique
- Tome 2 : La trahison d'Elyon
- Tome 3 : Le livre ensorcelé
- Tome 4 : Au secours de Taranee
- Tome 5 : La dernière larme
- Tome 6 : Illusions et mensonges
- Tome 7 : La lumière de Meridian
- Tome 8 : Les roses noires de Phobos
- Tome 9 : Les quatre dragons
- Tome 10 : Un pont entre deux mondes
- Tome 11 : La couronne de lumière
- Tome 12 : Le retour d'une Reine
- Tome 13 : Un autre chemin
- Tome 14 : La force de l'amitié
- Tome 15 : L'heure du Jugement
- Tome 16 : La vengeance d'une gardienne
- Tome 17 : Sombres rêves
- Tome 18 : Espoirs et incertitudes
- Tome 19 : L'autre vérité
- Tome 20 : Terribles soupçons
- Tome 21 : Le cœur de Kandrakar
- Tome 22 : Le pouvoir de l'amour
- Tome 23 : Retour à Meridian
- Tome 24 : Deuxième chance
- Tome 25 : Dangereuses prédictions
- Tome 26 : Le choix de Will

## Produits dérivés
Le W.I.T.C.H. mag eut un énorme succès auprès des jeunes ; les produits concernés sont des poupées produites par Giochi Preziosi, des vêtements, des affaires scolaires, des jeux vidéo. Un album est également sorti aux États-Unis contenant 16 chansons. Les épisodes de la Saison 1 de la série animée sont sortis sous forme de 6 DVD en France.

## Réception

### Interprétation
Cette série reprend un genre bien connu : celui des magical girls, issu du monde de la japanime. Il s'agit d'histoires de lycéennes dotées de pouvoirs surnaturels et luttant contre des forces du mal, l'exemple le plus connu étant la série Sailor Moon. W.I.T.C.H. reprend ainsi un genre somme toute assez classique en le remettant au goût du jour, et avec un style plus occidental.

### Récompenses
- 2001 : Prix Gran Guinigi de la meilleure série italienne décerné au festival Lucca Comics and Games[4]
- 2004 : Prix Max et Moritz de la meilleure publication de bande dessinée pour enfants et adolescents[5]